# St. Johannes der Täufer (Kirchenbirkig)

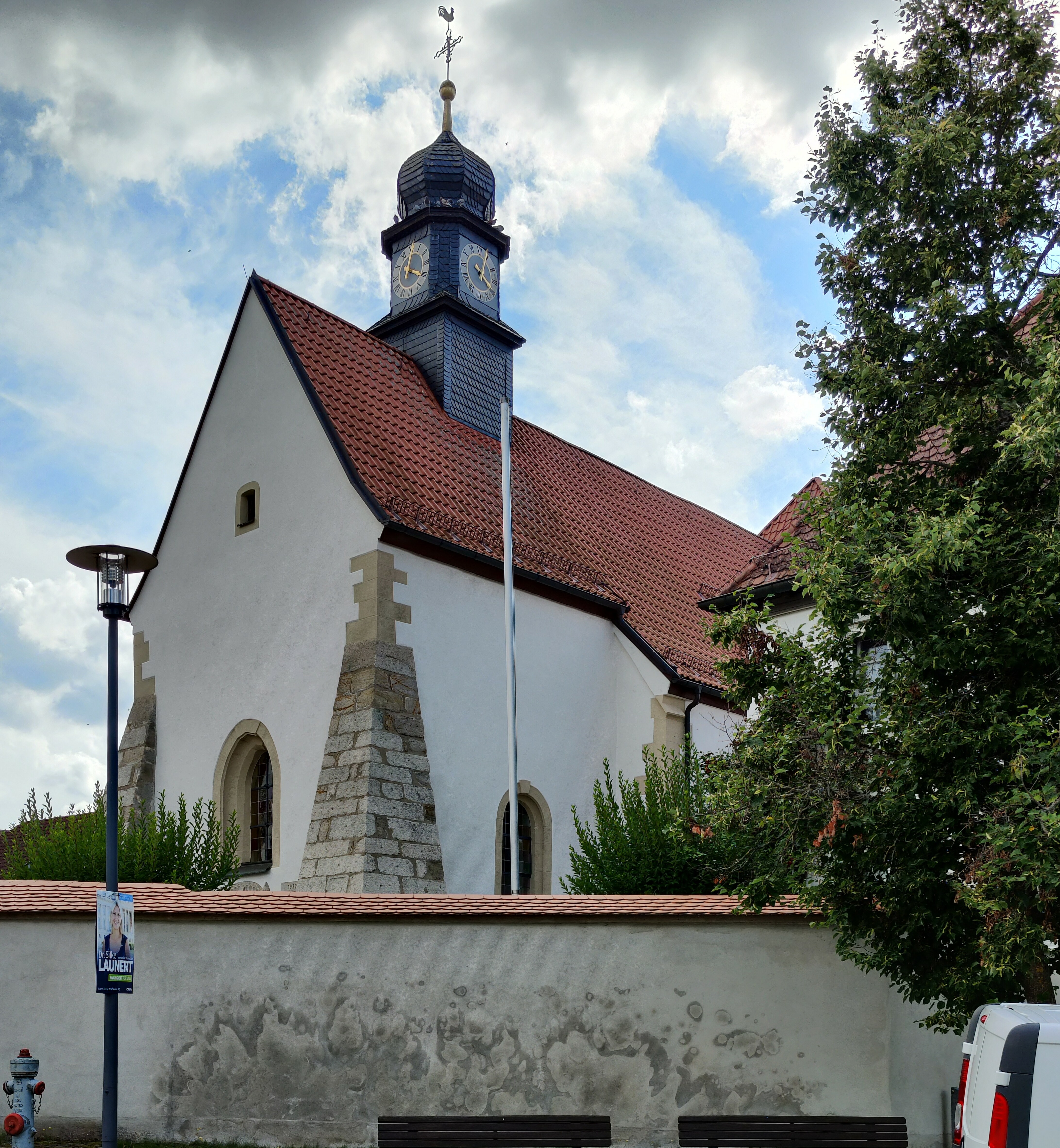
St. Johannes der Täufer (Kirchenbirkig)

Die römisch-katholische, denkmalgeschützte Pfarrkirche St. Johannes der Täufer steht in Kirchenbirkig, einem Gemeindeteil der Stadt Pottenstein im Landkreis Bayreuth (Oberfranken, Bayern). Das Bauwerk ist unter der Denkmalnummer D-4-72-179-78 als Baudenkmal in der Bayerischen Denkmalliste eingetragen. Die Pfarrei gehört zum Seelsorgebereich Auerbach-Pegnitz im Dekanat Bayreuth des Erzbistums Bamberg.

## Beschreibung

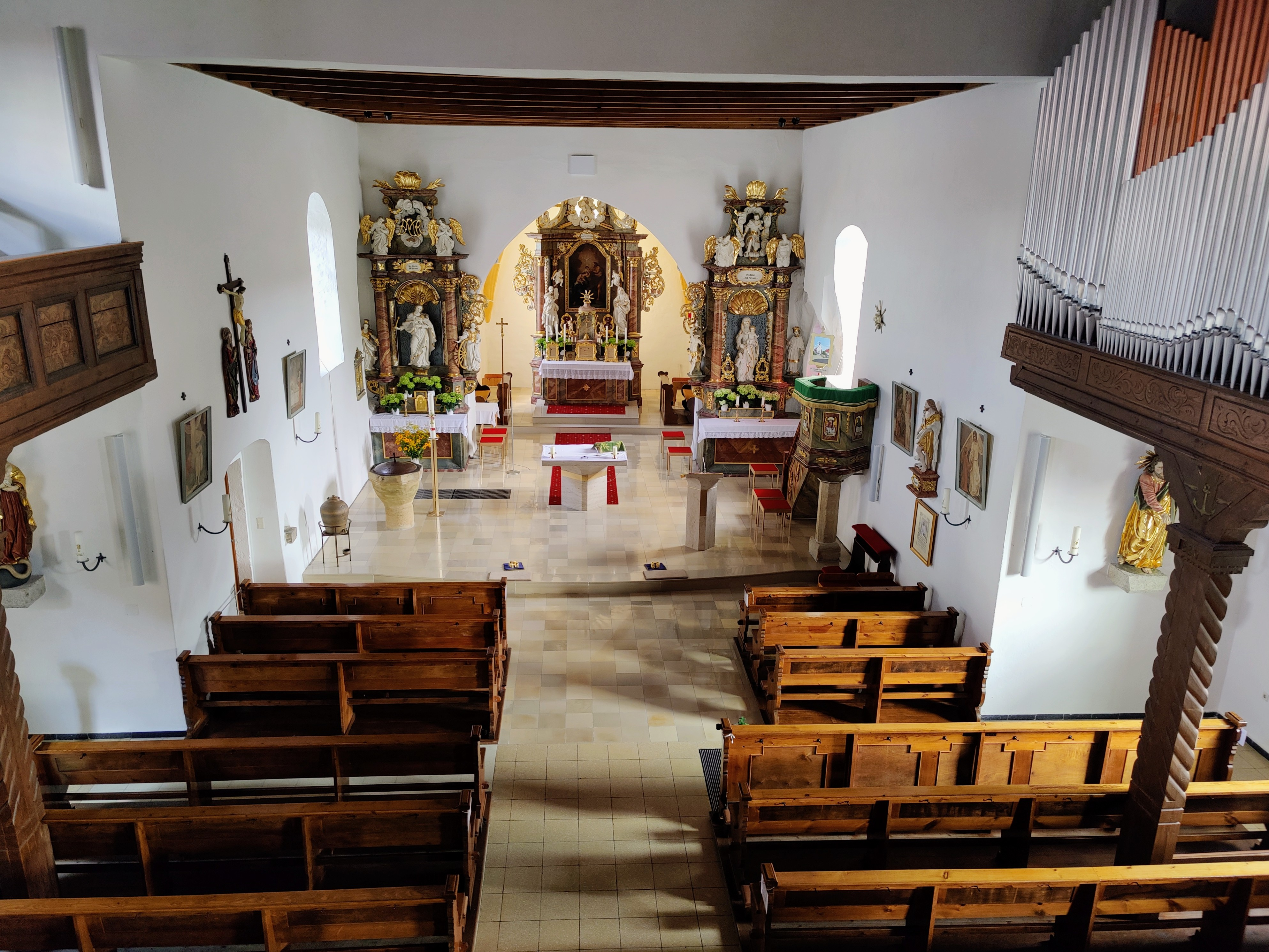
Langhaus mit Blick auf den Altarraum, rechts die Orgel

Für den Bau der Saalkirche 1936/37 wurde dem östlichen Teil des Langhauses aus dem 15. Jahrhundert ein westliches hinzugefügt. Der eingezogene Chor aus dem 15. Jahrhundert wurde beibehalten. Auf dem Satteldach des Chors wurde beim Neubau der Kirche ein quadratischer, schiefergedeckter, mit einer Zwiebelhaube bedeckter Dachreiter errichtet, dessen oberes Geschoss mit abgeschrägten Ecken die Turmuhr und den Glockenstuhl beherbergt, in dem vier Kirchenglocken hängen, die 1957 von der Glockengießerei Rudolf Perner hergestellt wurden. Der Innenraum des Chors ist mit einem Kreuzrippengewölbe überspannt. In ihm befindet sich der Hochaltar von 1741, dessen Altarretabel von Johann Joseph Scheubel dem Älteren von Statuen von Martin Walther flankiert wird. Die Seitenaltäre von 1714 und 1725 stammen von Johann Michael Doser. Die untere Empore im Langhaus wurde 1735, die obere 1773 eingebaut. Die Orgel erbaute Eusebius Dietmann aus Lichtenfels. Sie verfügt über 15 Register auf zwei Manualen und Pedal.